# Rosemary e Leno LaBianca
Pasqualino Antonio "Leno" LaBianca (Los Angeles, 6 de agosto de 1925 – Los Angeles, 10 de agosto de 1969) e Rosemary LaBianca (México (?), 15 de dezembro de 1929 – Los Angeles, 10 de agosto de 1969) foram duas vítimas da Família Manson, mortos nos assassinatos múltiplos cometidos pelos seguidores de Charles Manson, crimes conhecidos como Caso Tate-LaBianca.

## História
Na madrugada de 10 de agosto de 1969, após retornarem tarde da noite de um passeio ao lago Isabella, localidade a cerca de 100 km de Los Angeles, Leno e Rosemary conversaram apreensivos, como toda a cidade, sobre a chacina ocorrida na madrugada anterior e que havia vitimado a atriz Sharon Tate e mais quatro pessoas em Bel Air, área nobre de Los Angeles. O crime bárbaro era a manchete dos meios de comunicação no país e no mundo naquele dia. Tate e as pessoas que se encontravam em sua casa na madrugada de 9 de agosto, foram, a mando de Manson, assassinadas por Charles “Tex” Watson, Susan Atkins e Patricia Krenwinkel, integrantes da comunidade hippie criada por ele, para, com vários assassinatos aleatórios a serem cometidos  e que segundo ele seria imputado aos negros,  causar uma guerra racial nos Estados Unidos, da qual sairia como algum tipo de  líder. Deu o nome a estes crimes e ao processo revolucionário que eles deveriam causar de ‘Helter Skelter’.
Leno e Rosemary dormiam em sua casa no meio da madrugada quando ela foi invadida por Manson e Tex Watson. Os dois amarraram e amordaçam o casal, e anunciaram um assalto. Após se apoderarem do dinheiro e de objetos de valor encontrados na casa, Manson se retirou para o carro que os havia levado com outros integrantes de sua seita, e mandou que duas de suas seguidoras, Patricia Krenwinkel e Leslie Van Houten entrassem na casa e ajudassem Watson a matar os ocupantes, enquanto ele voltava para a cidade com mais dois de seus seguidores que ficaram no carro, Linda Kasabian e Steve Grogan.
Nos momentos que se seguiram, Watson, Krenwinkel e Van Houten assassinaram Leno e Rosemary LaBianca com selvageria e brutalidade. Rosemary, amordaçada e vendada, recebeu mais de 40 facadas dos três em seu quarto de dormir, enquanto Leno era assassinado, também a facadas, na sala, amarrado no chão. Seu corpo foi encontrado com um garfo cravado em seu torso - por Patricia Krenwinkel - a palavra WAR rasgada a faca em seu abdômen e palavras de ordem e insultos foram escritos a sangue nas paredes da casa.
Depois do crime, os três ainda ficaram na casa por algum tempo, comendo, brincando com os cachorros do casal e tomando banho para se livrarem do sangue produzido pelas facadas, antes de deixarem a residência e pegarem carona de volta ao Spahn Ranch, nos subúrbios de Los Angeles, onde moravam com os outros membros da Família Manson.
Apesar de demonstrarem a mesma  brutalidade e das palavras escritas com sangue nas duas casas, o assassinato do casal LaBianca não foi, a princípio, ligado aos assassinatos na casa de Sharon Tate, quando ela, grávida de oito meses, Jay Sebring, Abigail Folger, Wojciech Frykowski, e Steven Parent foram também mortos com extrema violência pela Família Manson, na véspera da morte dos LaBianca. Dois dias depois do assassinato do casal, a polícia anunciou que as investigações sobre os dois casos estavam sendo feitas em separado. O tipo de vida e o círculo social de Tate e dos LaBianca era completamente diferente, e não parecia que houvesse algum tipo de ligação entre eles, que levasse os mesmos criminosos a matarem pessoas tão diferentes.
Por dois meses, os crimes permaneceram insolúveis, até que Susan Atkins, assassina de Sharon Tate e presa em custódia pela acusação de roubos de carros efetuados pelos integrantes da seita de Manson, contou tudo sobre os assassinatos a duas colegas de cela, se vangloriando do que tinha feito. As internas imediatamente relataram os fatos à direção da prisão que fez chegar ao conhecimento dos investigadores a confissão de Atkins.
Charles Manson, Susan Atkins, Tex Watson, Patrícia Krenwinkel, Leslie Van Houten e Linda Kasabian foram todos presos no fim de 1969, acusados dos múltiplos homicídios. Kasabian, que participou das ações apenas como espectadora sem ferir ninguém, tornou-se testemunha de acusação contra seus companheiros em troca de imunidade  e foi peça fundamental para que os detalhes dos crimes chegassem ao conhecimento público e para a condenação dos assassinos. Os outros foram todos condenados à morte, em 29 de março de 1971 - Watson foi condenado à câmara de gás, em outubro do mesmo ano, pois foi julgado em separado por causa de sua luta de meses contra a extradição do Texas, seu estado natal e para onde havia fugido, para a Califórnia - depois de um julgamento que por mais de nove meses foi acompanhado com interesse e consternação por toda a opinião pública americana e mundial, sendo, entretanto, suas penas comutadas para prisão perpétua no começo de 1972, devido à mudança da lei penal no estado da Califórnia.
Durante as décadas seguintes, os três assassinos dos LaBianca, Watson, Krenwinkel e Van Houten, tiveram negados dezenas de pedidos de liberdade condicional, permitidos por lei. Leslie Van Houten, a mais jovem de todos, com apenas 19 anos na época dos crimes e a menos ligada a Manson, esteve por algumas vezes próxima de conseguir o benefício, mas pressões dos familiares das vítimas, da opinião pública e os pareceres sempre contrários da banca examinadora de audiências para a liberdade condicional a que compareceu, impediram até hoje sua libertação.
Todos eles, hoje já com cerca de 60 anos - exceto Manson, o mais velho, que morreu enquanto cumpria pena em 2017, aos 83 anos - continuam a cumprir suas penas em prisões de segurança especial do estado da Califórnia.